# Iain Chambers
Iain Chambers és un teòric i professor de Sociologia anglès dels processos culturals a la Universitat de Nàpols-L'Orientale (Itàlia), on dirigeix el programa de doctorat en Estudis culturals i postcolonials del món anglòfon. Chambers va estudiar al Centre for Contemporary Studies de la Universitat de Birmingham (Regne Unit), institució on va néixer la disciplina dels Estudis culturals, i ha participat com a investigador en centres com el Getty Institute de Los Angeles i com a professor visitant en diverses universitats d'Europa i els Estats Units. La seva recerca se centra en diversos àmbits, com ara el fenomen de les migracions i l'estudi dels fenòmens identitaris a la Mediterrània. És membre de la redacció de les revistes Cultural Studies, Media & Philosophy i Postcolonial Studies i és autor, entre d'altres, del llibre Mediterranean Crossings: The Politics of an Interrupted Modernity (Duke University Press, 2008).